# Serbien i olympiska vinterspelen 2014
Serbien deltog med åtta deltagare vid de olympiska vinterspelen 2014 i Sotji. Ingen av landets deltagare erövrade någon medalj.